# Podu Grosului, Mehedinți
Podu Grosului este un sat în comuna Bâcleș din județul Mehedinți, Oltenia, România.